# Wilton Sampaio
Wilton Pereira Sampaio (Teresina de Goiás, 25 de diciembre de 1981) es un árbitro de fútbol brasileño.

## Profesional
Wilton actualmente representa a la Federação Goiana de Futebol (Federación Goiana de Fútbol), y forma parte del cuadro de internacionales de la FIFA desde el inicio de 2013. Fue elegido uno de los mejores árbitros en 2012 del Campeonato Brasileño en el Premio Crack del Brasileirão.
El 5 de octubre de 2017 arbitró un encuentro por Eliminatorias entre Argentina y Perú, que finalizó con un marcador de 0 a 0.